# La noia (canção)
"La noia" (em português: «O Tédio») é uma canção da cantora e compositora italiana Angelina Mango. Foi escrita pela própria Mango junto com Madame Dardust e produzida por Dardust. A canção foi lançada nas plataformas digitais a 7 de Fevereiro de 2024.
A canção de Angelina Mango foi a grande vencedora da 74.ª edição do Festival de Música de Sanremo de 2024,  e com a mesma representou Itália no Festival Eurovisão da Canção 2024  em Malmo, na Suécia, onde terminou em 7.º lugar na final com 268 pontos.

## Vídeo musical
O videoclipe que acompanha o lançamento de «La noia», dirigido por Giulio Rosati, foi lançado pela primeira vez no canal YouTube da artista a 7 de Fevereiro de 2024.

## Tabelas
| Tabela (2024) | Pico posição |
| ------------- | ------------ |
| Itália (FIMI) | 4            |